# 奧特姆·菲利浦斯
奧特姆·派翠西亞·凱利（1978年5月3日—），為長公主安妮之子、伊利沙伯二世與愛丁堡公爵菲臘親王最年長的孫輩彼得·菲利普斯的加拿大籍前妻。她於2002年從麥基爾大學畢業後，在其出生地暨家鄉魁北克省蒙特利爾結識菲臘斯。兩人於2007年7月28日宣布訂婚，並於2008年5月17日在溫莎城堡的聖喬治禮拜堂完婚，育有兩名女兒。這對夫婦於2019年分居，並於2021年正式離異。

## 早年生活
奧特姆·凱利與她的雙胞胎兄弟克里斯多福·「克里斯」·凱利（Christopher "Chris" Kelly）以及哥哥凱文·凱利（Kevin Kelly）出生於魁北克省的蒙特利爾，父親是魁北克水電公司高管布萊恩·凱利（Brian Kelly），母親是凱瑟琳·「基蒂」·麥卡錫（Kathleen "Kitty" McCarthy）。她於1978年6月18日在聖約翰·費舍爾教區教堂（Saint John Fisher Parish Church）受洗，並在蒙特利爾英語區西島的潘特克莱尔雪松公園長大。她的父母在她八歲時離婚，之後母親改嫁商業飛行員羅恩·馬加斯（Ron Magas），父親則與琳恩（Lynne）再婚，並育有兩個孩子：杰西卡（Jessica）和派翠克（Patrick）。
嘉利一家繼續住在潘特克莱尔地區，她就讀於一所羅馬天主教教區學校，後來進入蒙特利爾天主教學校委員會旗下的聖托馬斯高中。2007年有報導稱，嘉利在聖托馬斯高中不僅在體育方面表現出色，還與同學兼好友、女演員凱西·麥金農一同學習。隨後，凱利進入麦吉尔大学就讀，期間曾擔任調酒師、模特兒，並參與演藝工作，包括在1996年電影《彩虹》中飾演無台詞但掛名的角色「Tigrette Number 3」，以及電視劇《警花拍檔》。凱利於2002年從麥吉爾大學畢業，獲得東亞研究專業的文學士學位，隨後開始從事管理顧問工作。

## 婚姻與家庭
嘉利在2003年加拿大大獎賽期間因工作結識彼得·菲利浦斯，當時她並不知道對方是伊利沙伯二世的外孫，直到六週後在電視上看到他才得知其身份。隨後她移居英國，與菲利浦斯同居於肯辛頓的公寓以及蓋特康比公園莊園內的小屋。在相遇前，她已接受一家美國電腦公司的英國職位，後擔任主持人米高·柏金遜的私人助理，並參與皇室活動，例如女王80歲生日在倫敦麗茲酒店的晚宴。
2007年7月28日，皇室宣布兩人訂婚，女王根據《1772年王室婚姻法令》要求，於次年4月9日召開樞密院會議後批准這樁婚事。菲利浦斯以「一枚鑲有橢圓主鑽與兩側輔鑽的白金戒指」向她求婚。
嘉利自幼受羅馬天主教薰陶，就讀於天主教學校委員會旗下學校，婚後改宗英格蘭教會。若她維持天主教信仰，根據《1701年王位繼承法》，其夫將失去王位繼承權。此事引發媒體廣泛報導，促使加拿大與英國呼籲檢視該法案對天主教徒的限制。她並未放棄加拿大國籍。兩人以50萬英鎊酬勞接受《Hello!》專訪，一度引發皇室內部不安。
2008年5月17日，兩人在溫莎城堡的聖喬治禮拜堂舉行婚禮，300名賓客出席。儀式由溫莎教長大衛·康納主持。嘉利的婚紗由薩西·霍爾福德（Sassi Holford）設計。安妮借出1973年獲贈的花彩冠冕頭冠，嘉利同時佩戴丈夫贈予的項鍊與耳環。六名伴娘中包含菲利浦斯的妹妹扎拉·菲利浦斯。婚後兩人移居香港，菲利浦斯任職蘇格蘭皇家銀行亞洲區體育贊助主管，2010年返回倫敦。
2010年，嘉利在格洛斯特皇家醫院誕下長女薩凡娜·菲利浦斯，成為女王首位曾孫輩。2012年，次女艾拉·菲利浦斯於同一醫院出生。
2019年，嘉利與菲利浦斯分居，並於2021年6月14日正式離婚。此後她與英國地產開發商“Rockwell”創始人多納爾·穆爾里安（Donal Mulryan）交往，現居賽倫賽斯特，與前夫及女兒們保持密切往來。

## 外部連結
- 奧特姆·菲利浦斯在互联网电影资料库（IMDb）上的資料（英文）